# Gran Premio di superbike di Jerez 2015
Il Gran Premio di superbike di Jerez 2015 è stato l'undicesima prova del mondiale superbike del 2015, nello stesso fine settimana si è corso il decimo gran premio stagionale del mondiale supersport del 2015. Per quanto concerne la Superbike, gara uno è stata vinta dal britannico Tom Sykes con un margine di quasi tre secondi su Chaz Davies; terzo Michael van der Mark. In gara due vince Davies staccando di circa due secondi i piloti Aprilia Jordi Torres e Leon Haslam. La gara valevole per il mondiale Supersport vede imporsi Kenan Sofuoğlu, ad un secondo Patrick Jacobsen e al terzo posto Lorenzo Zanetti su MV Agusta.

## Superbike

### Gara 1
Fonte

#### Arrivati al traguardo
| Pos. | Nº | Pilota               | Squadra                          | Motocicletta      | Giri | Tempo     | Griglia | Punti |
| ---- | -- | -------------------- | -------------------------------- | ----------------- | ---- | --------- | ------- | ----- |
| 1º   | 66 | Tom Sykes            | Kawasaki Racing                  | Kawasaki ZX-10R   | 20   | 34'14.685 | 1º      | 25    |
| 2º   | 7  | Chaz Davies          | Aruba.it Racing-Ducati SBK       | Ducati Panigale R | 20   | +2.865    | 6º      | 20    |
| 3º   | 60 | Michael van der Mark | PATA Honda                       | Honda CBR1000RR   | 20   | +6.665    | 4º      | 16    |
| 4º   | 65 | Jonathan Rea         | Kawasaki Racing                  | Kawasaki ZX-10R   | 20   | +9.059    | 2º      | 13    |
| 5º   | 91 | Leon Haslam          | Aprilia Racing Team - Red Devils | Aprilia RSV4 RF   | 20   | +9.318    | 11º     | 11    |
| 6º   | 55 | Michele Pirro        | Aruba.it Racing-Ducati SBK       | Ducati Panigale R | 20   | +10.466   | 7º      | 10    |
| 7º   | 22 | Alex Lowes           | VOLTCOM Crescent Suzuki          | Suzuki GSX-R1000  | 20   | +15.945   | 9º      | 9     |
| 8º   | 15 | Matteo Baiocco       | Althea Racing                    | Ducati Panigale R | 20   | +18.020   | 8º      | 8     |
| 9º   | 2  | Leon Camier          | MV Agusta Reparto Corse          | MV Agusta F4 RR   | 20   | +18.654   | 13º     | 7     |
| 10º  | 1  | Sylvain Guintoli     | PATA Honda                       | Honda CBR1000RR   | 20   | +19.510   | 10º     | 6     |
| 11º  | 44 | David Salom          | Team Pedercini                   | Kawasaki ZX-10R   | 20   | +24.441   | 12º     | 5     |
| 12º  | 81 | Jordi Torres         | Aprilia Racing Team - Red Devils | Aprilia RSV4 RF   | 20   | +29.247   | 5º      | 4     |
| 13º  | 40 | Román Ramos          | Team Go Eleven                   | Kawasaki ZX-10R   | 20   | +35.768   | 16º     | 3     |
| 14º  | 36 | Leandro Mercado      | Barni Racing                     | Ducati Panigale R | 20   | +37.933   | 14º     | 2     |
| 15º  | 86 | Ayrton Badovini      | BMW Motorrad Italia              | BMW S1000 RR      | 20   | +40.147   | 17º     | 1     |
| 16º  | 14 | Randy de Puniet      | VOLTCOM Crescent Suzuki          | Suzuki GSX-R1000  | 20   | +40.275   | 15º     |       |
| 17º  | 59 | Niccolò Canepa       | Althea Racing                    | Ducati Panigale R | 20   | +45.846   | 3º      |       |
| 18º  | 75 | Gábor Rizmayer       | BMW Team Toth                    | BMW S1000 RR      | 20   | +1'15.451 | 20º     |       |
| 19º  | 48 | Alex Phillis         | Grillini SBK                     | Kawasaki ZX-10R   | 19   | +1 giro   | 22º     |       |
| 20º  | 10 | Imre Tóth            | BMW Team Toth                    | BMW S1000 RR      | 19   | +1 giro   | 21º     |       |
| 21º  | 23 | Christophe Ponsson   | Team Pedercini                   | Kawasaki ZX-10R   | 17   | +3 giri   | 18º     |       |
| 22º  | 45 | Gianluca Vizziello   | Grillini SBK                     | Kawasaki ZX-10R   | 17   | +3 giri   | 19º     |       |

### Gara 2
Fonte

#### Arrivati al traguardo
| Pos. | Nº | Pilota               | Squadra                          | Motocicletta      | Giri | Tempo     | Griglia | Punti |
| ---- | -- | -------------------- | -------------------------------- | ----------------- | ---- | --------- | ------- | ----- |
| 1º   | 7  | Chaz Davies          | Aruba.it Racing-Ducati SBK       | Ducati Panigale R | 20   | 34'29.546 | 6º      | 25    |
| 2º   | 81 | Jordi Torres         | Aprilia Racing Team - Red Devils | Aprilia RSV4 RF   | 20   | +1.840    | 5º      | 20    |
| 3º   | 91 | Leon Haslam          | Aprilia Racing Team - Red Devils | Aprilia RSV4 RF   | 20   | +2.335    | 11º     | 16    |
| 4º   | 65 | Jonathan Rea         | Kawasaki Racing                  | Kawasaki ZX-10R   | 20   | +7.619    | 2º      | 13    |
| 5º   | 66 | Tom Sykes            | Kawasaki Racing                  | Kawasaki ZX-10R   | 20   | +11.500   | 1º      | 11    |
| 6º   | 15 | Matteo Baiocco       | Althea Racing                    | Ducati Panigale R | 20   | +12.705   | 8º      | 10    |
| 7º   | 55 | Michele Pirro        | Aruba.it Racing-Ducati SBK       | Ducati Panigale R | 20   | +12.995   | 7º      | 9     |
| 8º   | 2  | Leon Camier          | MV Agusta Reparto Corse          | MV Agusta F4 RR   | 20   | +15.332   | 13º     | 8     |
| 9º   | 1  | Sylvain Guintoli     | PATA Honda                       | Honda CBR1000RR   | 20   | +18.411   | 10º     | 7     |
| 10º  | 36 | Leandro Mercado      | Barni Racing                     | Ducati Panigale R | 20   | +21.544   | 14º     | 6     |
| 11º  | 59 | Niccolò Canepa       | Althea Racing                    | Ducati Panigale R | 20   | +23.448   | 3º      | 5     |
| 12º  | 44 | David Salom          | Team Pedercini                   | Kawasaki ZX-10R   | 20   | +27.790   | 12º     | 4     |
| 13º  | 60 | Michael van der Mark | PATA Honda                       | Honda CBR1000RR   | 20   | +31.948   | 4º      | 3     |
| 14º  | 86 | Ayrton Badovini      | BMW Motorrad Italia              | BMW S1000 RR      | 20   | +33.001   | 17º     | 2     |
| 15º  | 23 | Christophe Ponsson   | Team Pedercini                   | Kawasaki ZX-10R   | 20   | +55.353   | 18º     | 1     |
| 16º  | 75 | Gábor Rizmayer       | BMW Team Toth                    | BMW S1000 RR      | 20   | +1'09.045 | 20º     |       |
| 17º  | 45 | Gianluca Vizziello   | Grillini SBK                     | Kawasaki ZX-10R   | 20   | +1'24.797 | 19º     |       |
| 18º  | 22 | Alex Lowes           | VOLTCOM Crescent Suzuki          | Suzuki GSX-R1000  | 20   | +1'37.110 | 9º      |       |
| 19º  | 48 | Alex Phillis         | Grillini SBK                     | Kawasaki ZX-10R   | 20   | +1'42.754 | 22º     |       |
| 20º  | 10 | Imre Tóth            | BMW Team Toth                    | BMW S1000 RR      | 20   | +1'43.004 | 21º     |       |

#### Ritirati
| Nº | Pilota          | Squadra                 | Motocicletta     | Giri | Griglia |
| -- | --------------- | ----------------------- | ---------------- | ---- | ------- |
| 40 | Román Ramos     | Team Go Eleven          | Kawasaki ZX-10R  | 19   | 16º     |
| 14 | Randy de Puniet | VOLTCOM Crescent Suzuki | Suzuki GSX-R1000 | 5    | 15º     |

## Supersport
Fonte

### Arrivati al traguardo
| Pos. | Nº  | Pilota              | Squadra                       | Motocicletta     | Giri | Tempo     | Griglia | Punti |
| ---- | --- | ------------------- | ----------------------------- | ---------------- | ---- | --------- | ------- | ----- |
| 1º   | 54  | Kenan Sofuoğlu      | Kawasaki Puccetti Racing      | Kawasaki ZX-6R   | 19   | 33'17.651 | 1º      | 25    |
| 2º   | 99  | Patrick Jacobsen    | CORE'' Motorsport Thailand    | Honda CBR600RR   | 19   | +1.037    | 3º      | 20    |
| 3º   | 87  | Lorenzo Zanetti     | MV Agusta Reparto Corse       | MV Agusta F3 675 | 19   | +2.020    | 2º      | 16    |
| 4º   | 111 | Kyle Smith          | PATA Honda                    | Honda CBR600RR   | 19   | +3.561    | 5º      | 13    |
| 5º   | 88  | Nicolás Terol       | MV Agusta Reparto Corse       | MV Agusta F3 675 | 19   | +7.777    | 11º     | 11    |
| 6º   | 5   | Marco Faccani       | San Carlo Puccetti Racing     | Kawasaki ZX-6R   | 19   | +11.391   | 4º      | 10    |
| 7º   | 25  | Alex Baldolini      | Race Department ATK#25        | MV Agusta F3 675 | 19   | +16.822   | 9º      | 9     |
| 8º   | 11  | Christian Gamarino  | Team Go Eleven                | Kawasaki ZX-6R   | 19   | +28.339   | 13º     | 8     |
| 9º   | 19  | Kevin Wahr          | SMS Racing                    | Honda CBR600RR   | 19   | +29.997   | 16º     | 7     |
| 10º  | 44  | Roberto Rolfo       | Team Lorini                   | Honda CBR600RR   | 19   | +31.822   | 10º     | 6     |
| 11º  | 6   | Dominic Schmitter   | Team Go Eleven                | Kawasaki ZX-6R   | 19   | +41.505   | 15º     | 5     |
| 12º  | 24  | Marcos Ramírez      | Team Lorini                   | Honda CBR600RR   | 19   | +41.840   | 19º     | 4     |
| 13º  | 41  | Aiden Wagner        | CIA Landlords Insurance Honda | Honda CBR600RR   | 19   | +41.967   | 17º     | 3     |
| 14º  | 36  | Martín Cárdenas     | CIA Landlords Insurance Honda | Honda CBR600RR   | 19   | +47.343   | 12º     | 2     |
| 15º  | 119 | János Chrobák       | Schmidt Racing                | Honda CBR600RR   | 19   | +47.582   | 22º     | 1     |
| 16º  | 68  | Glenn Scott         | AARK Racing                   | Honda CBR600RR   | 19   | +50.863   | 23º     |       |
| 17º  | 89  | Christian Palomares | Autos Arroyo Pastrana Racing  | Yamaha YZF R6    | 19   | +55.798   | 18º     |       |
| 18º  | 95  | Miroslav Popov      | GRT Racing                    | MV Agusta F3 675 | 19   | +55.827   | 24º     |       |
| 19º  | 92  | Dávid Juhász        | Schmidt Racing                | Honda CBR600RR   | 19   | +1'00.942 | 21º     |       |
| 20º  | 10  | Nacho Calero        | Orelac Racing                 | Honda CBR600RR   | 19   | +1'16.337 | 25º     |       |
| 21º  | 13  | Šarūnas Pladas      | Pladas Racing                 | Yamaha YZF R6    | 19   | +1'39.171 | 27º     |       |

### Ritirati
| Nº | Pilota          | Squadra                       | Motocicletta   | Giri | Griglia |
| -- | --------------- | ----------------------------- | -------------- | ---- | ------- |
| 43 | Kevin Manfredi  | CIA Landlords Insurance Honda | Honda CBR600RR | 10   | 20º     |
| 52 | Vladimir Leonov | DMC Racing                    | Yamaha YZF R6  | 9    | 8º      |
| 4  | Gino Rea        | CIA Landlords Insurance Honda | Honda CBR600RR | 6    | 7º      |
| 61 | Fabio Menghi    | VFT Racing                    | Yamaha YZF R6  | 5    | 14º     |
| 14 | Lucas Mahias    | MG Competition                | Yamaha YZF R6  | 1    | 6º      |

### Non partito
| Nº | Pilota                | Squadra       | Motocicletta     | Griglia |
| -- | --------------------- | ------------- | ---------------- | ------- |
| 53 | Nicola Morrentino Jr. | Factory Vamag | MV Agusta F3 675 | 26º     |